# Lista orașelor și comunelor din Saxonia
In landul federal Sachsen sunt:
- 502 de localități din care sunt:
  - 178 orașe
  - 7 districte urbane
  - 171 orașe districte
  - 324 orașe și comune

## districte urbane
| - Chemnitz - Dresden - Görlitz | - Hoyerswerda** - Leipzig | - Plauen* - Zwickau |

## orașe districte
| - Annaberg-Buchholz - Auerbach - Bautzen - Bischofswerda - Borna - Brand-Erbisdorf - Coswig - Crimmitschau - Delitzsch - Döbeln - Eilenburg - Flöha | - Freiberg - Freital - Glauchau - Hohenstein-Ernstthal - Kamenz - Limbach-Oberfrohna - Löbau - Markkleeberg - Meißen - Oelsnitz/Vogtl. - Oschatz - Pirna | - Radebeul - Reichenbach im Vogtland - Riesa - Rochlitz - Schwarzenberg/Erzgeb. - Sebnitz - Weißwasser/O.L. - Werdau - Wurzen - Zittau - Zschopau |

## A
| - Adorf/Vogtl. - Altenberg - Altmittweida - Amtsberg | - Annaberg-Buchholz (Kreisstadt) - Arnsdorf - Arzberg - Aue (Kreisstadt) | - Auerbach (Erzgebirge) - Auerbach/Vogtl. - Augustusburg |

## B
| - Bad Brambach - Bad Düben - Bad Elster - Bad Gottleuba-Berggießhübel - Bad Lausick - Bad Muskau - Bad Schandau - Bad Schlema - Bahretal - Bannewitz - Bärenstein - Bautzen (Kreisstadt) - Beiersdorf - Beilrode - Belgern | - Belgershain - Bennewitz - Bergen - Bernsbach - Bernsdorf (Chemnitzer Land) - Bernsdorf (Oberlausitz) - Bernstadt a. d. Eigen - Berthelsdorf - Bertsdorf-Hörnitz - Bischofswerda - Bobritzsch - Bockau - Bockelwitz - Böhlen | - Borna (Kreisstadt) - Börnichen/Erzgeb. - Borsdorf - Borstendorf - Bösenbrunn - Boxberg/O.L. - Brand-Erbisdorf - Brandis - Breitenbrunn/Erzgeb. - Bretnig-Hauswalde - Burgstädt - Burgstein - Burkau - Burkhardtsdorf |

## C
| - Callenberg - Cavertitz - Chemnitz (kreisfreie Stadt) - Claußnitz - Colditz | - Coswig - Crimmitschau - Crinitzberg - Crostau | - Crostwitz - Crottendorf - Cunewalde |

## D
| - Dahlen - Delitzsch (Kreisstadt) - Demitz-Thumitz - Dennheritz - Deutschneudorf - Deutzen - Diera-Zehren | - Dippoldiswalde (Kreisstadt) - Döbeln (Kreisstadt) - Doberschau-Gaußig - Doberschütz - Dohma - Dohna - Dommitzsch | - Dorfchemnitz - Dorfhain - Drebach - Dreiheide - Dresden (kreisfreie Stadt) - Dürrhennersdorf - Dürrröhrsdorf-Dittersbach |

## E
| - Ebersbach (bei Döbeln) - Ebersbach (bei Großenhain) - Ebersbach/Sa. - Ehrenfriedersdorf - Eibau - Eibenstock - Eichigt | - Eilenburg - Ellefeld - Elsnig - Elsterberg - Elsterheide - Elstertrebnitz - Elstra | - Elterlein - Eppendorf - Erlau - Erlbach (Vogtland) - Erlbach-Kirchberg - Espenhain - Eulatal |

## F
| - Falkenau - Falkenhain - Falkenstein/Vogtl. - Flöha - Frankenberg/Sa. | - Frankenstein - Frankenthal - Frauenstein - Fraureuth | - Freiberg (Kreisstadt) - Freital - Friedersdorf - Frohburg |

## G
| - Gablenz - Geising - Geithain - Gelenau/Erzgeb. - Geringswalde - Gersdorf - Geyer - Glashütte - Glaubitz - Glauchau (Kreisstadt) - Göda - Görlitz (kreisfreie Stadt) - Gohrisch - Gornau/Erzgeb. | - Gornsdorf - Grimma (Kreisstadt) - Gröditz - Groitzsch - Großbothen - Groß Düben - Großdubrau - Großenhain (Kreisstadt) - Großharthau - Großhartmannsdorf - Großhennersdorf - Großnaundorf - Großolbersdorf - Großpösna | - Großpostwitz - Großröhrsdorf - Großrückerswalde - Großschirma - Großschönau - Großschweidnitz - Großtreben-Zwethau - Großweitzschen - Grünbach - Grünhain-Beierfeld - Grünhainichen - Guttau |

## H
| - Hähnichen - Hainewalde - Hainichen - Halsbrücke - Hammerbrücke - Hartenstein - Hartha - Hartmannsdorf (bei Chemnitz) - Hartmannsdorf bei Kirchberg - Hartmannsdorf-Reichenau - Haselbachtal | - Heidenau - Heidersdorf - Heinsdorfergrund - Hermsdorf/Erzgeb. - Herrnhut - Hilbersdorf - Hirschfeld - Hirschstein - Hochkirch | - Höckendorf - Hohburg - Hohendubrau - Hohenstein-Ernstthal - Hohndorf - Hohnstein - Horka - Hormersdorf - Hoyerswerda (kreisfreie Stadt) |

## J
| - Jahnsdorf/Erzgeb. - Jesewitz | - Johanngeorgenstadt - Jöhstadt | - Jonsdorf |

## K
| - Käbschütztal - Kamenz (Kreisstadt) - Ketzerbachtal - Kirchberg - Kirnitzschtal - Kirschau - Kitzen - Kitzscher - Klingenthal | - Klipphausen - Klitten - Kodersdorf - Kohren-Sahlis - Königsbrück - Königsfeld - Königshain (Oberlausitz) - Königshain-Wiederau - Königstein (Sächsische Schweiz) | - Königswalde - Königswartha - Krauschwitz - Kreba-Neudorf - Kreischa - Kriebstein - Krostitz - Kubschütz |

## L
| - Lampertswalde - Langenbernsdorf - Langenweißbach - Laußig - Laußnitz - Lauta - Lauter/Sa. - Lawalde - Leipzig (kreisfreie Stadt) - Leisnig - Lengefeld | - Lengenfeld - Leuben-Schleinitz - Leubnitz - Leubsdorf - Leutersdorf - Lichtenau - Lichtenberg (Lkr. Kamenz) - Lichtenberg/Erzgeb. - Lichtenstein - Lichtentanne - Liebschützberg - Liebstadt | - Limbach (Vogtland) - Limbach-Oberfrohna - Löbau - Löbnitz - Lobstädt - Lohmen - Lohsa - Lommatzsch - Lößnitz - Lugau/Erzgeb. - Lunzenau |

## M
| - Machern - Malschwitz - Marienberg (Kreisstadt) - Markersbach - Markersdorf - Markkleeberg - Markneukirchen - Markranstädt - Meerane - Mehltheuer | - Meißen (Kreisstadt) - Mildenau - Mittelherwigsdorf - Mittweida (Kreisstadt) - Mochau - Mockrehna - Morgenröthe-Rautenkranz - Moritzburg - Mücka | - Mügeln - Müglitztal - Mühlau - Mühlental - Mühltroff - Mulda/Sa. - Mülsen - Mutzschen - Mylau |

## N
| - Narsdorf - Naundorf - Naunhof - Nauwalde - Nebelschütz - Neißeaue - Nerchau - Neschwitz - Netzschkau - Neuensalz - Neugersdorf | - Neuhausen/Erzgeb. - Neukieritzsch - Neukirch (Landkreis Kamenz) - Neukirch/Lausitz - Neukirchen/Erzgeb. - Neukirchen/Pleiße - Neukyhna - Neumark - Neusalza-Spremberg - Neustadt in Sachsen - Neustadt/Vogtl. | - Niederau - Niedercunnersdorf - Niederdorf - Niederfrohna - Niederstriegis - Niederwiesa - Niederwürschnitz - Niesky (Kreisstadt) - Nossen - Nünchritz |

## O
| - Obercunnersdorf - Obergurig - Oberlichtenau - Oberlungwitz - Oberschöna - Oberwiera - Oberwiesenthal - Oderwitz | - Oederan - Oelsnitz/Erzgeb. - Oelsnitz/Vogtl. - Ohorn - Olbernhau - Olbersdorf - Oppach | - Oschatz - Oßling - Ostrau - Ostritz - Ottendorf-Okrilla - Otterwisch - Oybin |

## P
| - Panschwitz-Kuckau - Parthenstein - Pausa/Vogtl. - Pegau - Penig - Pfaffroda | - Pflückuff - Pirna (Kreisstadt) - Plauen (kreisfreie Stadt) - Pobershau - Pockau - Pöhl | - Pöhla - Porschdorf - Pretzschendorf - Priestewitz - Pulsnitz - Puschwitz |

## Q
| - Quitzdorf am See |

## R
| - Rabenau - Räckelwitz - Rackwitz - Radeberg - Radebeul - Radeburg - Radibor - Ralbitz-Rosenthal - Rammenau - Raschau - Rathen | - Rathmannsdorf - Rechenberg-Bienenmühle - Regis-Breitingen - Reichenbach im Vogtland - Reichenbach/O.L. - Reinhardtsdorf-Schöna - Reinhardtsgrimma - Reinsberg - Reinsdorf - Remse - Reuth | - Riesa - Rietschen - Rochlitz - Röderaue - Rodewisch - Rosenbach - Rosenthal-Bielatal - Rossau - Roßwein - Rötha - Rothenburg/O.L. |

## S
| - Sayda - Scheibenberg - Schildau - Schirgiswalde - Schkeuditz - Schleife - Schlettau - Schmiedeberg - Schmölln-Putzkau - Schneeberg - Schönau-Berzdorf - Schönbach - Schönberg - Schöneck/Vogtl. - Schönfeld - Schönheide | - Schönteichen - Schönwölkau - Schöpstal - Schwarzenberg/Erzgeb. - Schwepnitz - Sebnitz - Seelitz - Sehmatal - Seiffen/Erzgeb. - Seifhennersdorf - Sohland an der Spree - Sohland a. Rotstein - Sornzig-Ablaß - Sosa - Spreetal | - Stadt Wehlen - Stauchitz - St. Egidien - Steina - Steinberg - Steinigtwolmsdorf - Stollberg (Kreisstadt) - Stolpen - Strahwalde - Strehla - Striegistal - Struppen - Stützengrün - Syrau |

## T
| - Tannenberg - Tannenbergsthal - Taucha - Taura - Tauscha - Thalheim/Erzgeb. - Thallwitz - Tharandt | - Thermalbad Wiesenbad - Theuma - Thiendorf - Thum - Thümmlitzwalde - Tiefenbach - Tirpersdorf | - Torgau (Kreisstadt) - Trebendorf - Trebsen/Mulde - Treuen - Triebel/Vogtl. - Triebischtal - Trossin |

## V
| - Venusberg | - Vierkirchen |  |

## W
| - Wachau - Waldenburg - Waldheim - Waldhufen - Waldkirchen/Erzgeb. - Wechselburg - Weinböhla - Weischlitz - Weißenberg | - Weißenborn/Erzgeb. - Weißig am Raschütz - Weißkeißel - Weißwasser/O.L. - Werda - Werdau (Kreisstadt) - Wermsdorf - Wiedemar - Wiednitz | - Wildenfels - Wildenhain - Wilkau-Haßlau - Wilsdruff - Wilthen - Wittichenau - Wolkenstein - Wülknitz - Wurzen |

## Z
| - Zabeltitz - Zeithain - Zettlitz - Ziegra-Knobelsdorf - Zinna - Zittau (Kreisstadt) | - Zöblitz - Zschadraß - Zschaitz-Ottewig - Zschepplin - Zschopau - Zschorlau | - Zwenkau - Zwickau (kreisfreie Stadt) - Zwochau - Zwönitz - Zwota |